# Рак молочної залози

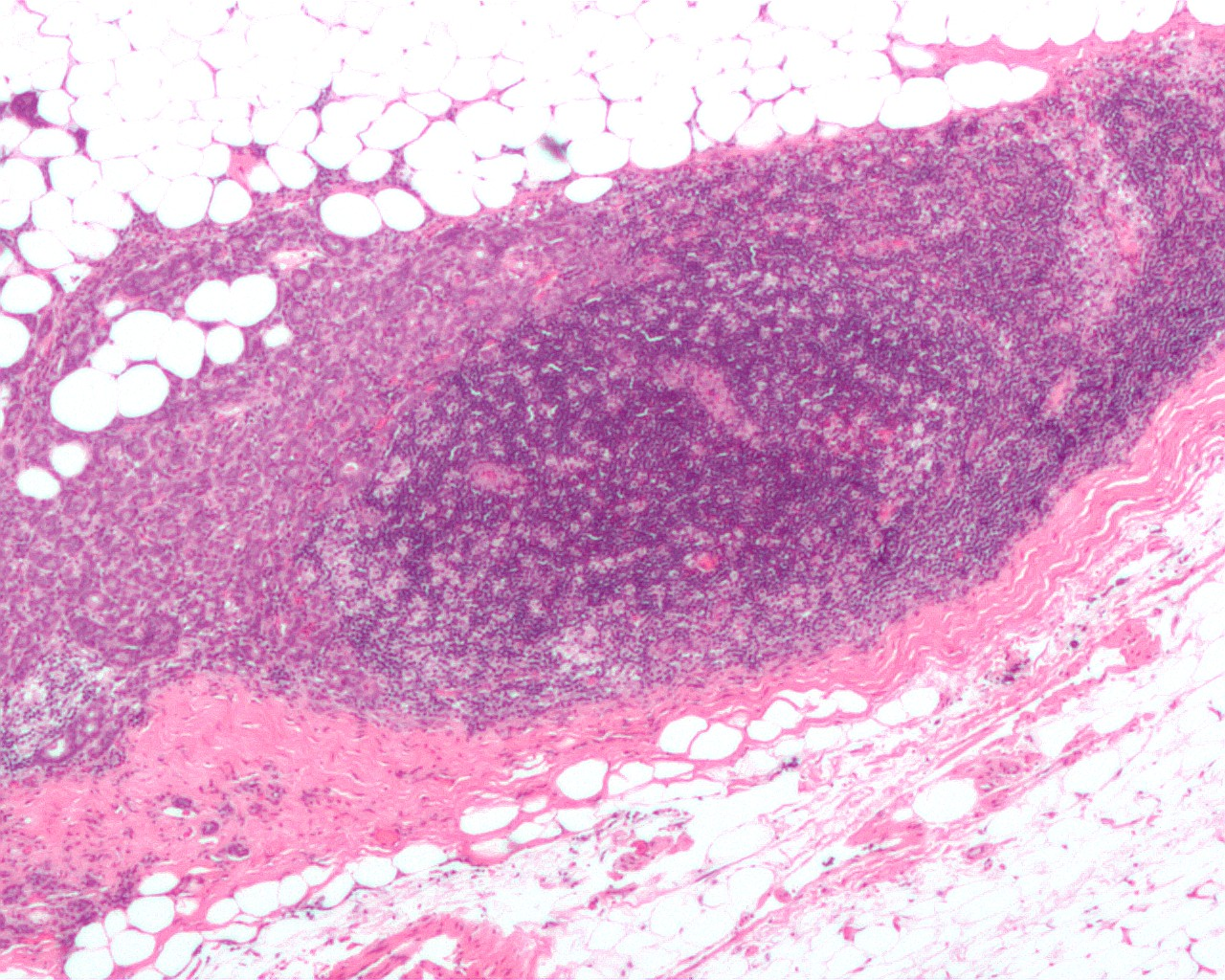
На мікрофотографії зображено лімфатичний вузол з метастазом дуктальної карциноми молочної залози та поширення метастазу за межі лімфатичного вузла. У центрі знімка розташовані нормальні лімфоцити. У верхній частині знімку зображена карцинома молочної залози, що оточує лімфоцити та поширюється в жирову клітковину (фарбування гематоксиліном-еозином).

Рак молочної залози — злоякісна пухлина залозистої тканини молочної залози. Найчастіша форма раку в світі, протягом життя трапляється у однієї з 13-ти — 9-ти жінок віком від 13 до 90 років. Також це друге за частотою після раку легень онкологічне захворювання в популяції загалом (враховуючи чоловіче населення). Кількість випадків раку молочної залози в розвинених країнах різко зросла після 1970-х років. Це пояснюють, зокрема, зміною стилю життя (наприклад, в сім'ях зменшилася кількість дітей і термін годування грудьми скоротився[уточнити]).
Оскільки молочна залоза складається з однакових тканин у чоловіків та жінок, рак молочної залози іноді трапляється і в чоловіків (менше 1 % від загальної кількості хворих).

## Фактори ризику
Фактори ризику розділяються на ті, на які можна впливати, ті, на які не можна впливати, та репродуктивні.

### Фактори ризику, на які не можна впливати
- Вік
- Генетична схильність до раку молочної залози
- Доброякісні передракові захворювання молочної залози
- Рак молочної залози в анамнезі
- Щільність молочної залози
- Опромінення грудної клітки в анамнезі
- Менструальний анамнез (менструальні розлади)

### Фактори ризику, на які можна впливати
- Відсутність грудного вигодовування[джерело?]
- Ожиріння (Індекс маси тіла)
- Цукровий діабет 2 типу
- Нераціональна дієта та дефіцит вітаміну Д
- Стероїдні гормони, в тому числі тривале застосування гормональних контрацептивів
- Зловживання алкоголем
- Тютюнопаління
- Нічний режим роботи
- Недостатня фізична активність
- Токсичні речовини

### Репродуктивні фактори
- Відсутність вагітностей та пологів у віці понад 30 років[джерело?]

У більшості випадків рак молочної залози спорадичне захворювання, але в 5-10 % може бути спадковим та проявляється внаслідок мутацій у генах BRCA1 та BRCA2, що призводить до виникнення раку молочної залози в 60-80 % випадків, що в деяких країнах Європи є показаннями до профілактичної мастектомії. Крім того, вік та жіноча стать також підвищують ризик розвитку новоутворення, частка якого у осіб чоловічої статі значно нижча. Інші потенційні фактори ризику: відсутність пологів та вигодовування груддю,підвищений рівень естрогенів..
Підвищений вміст 16α-OHE1 — метаболіту із агресивними властивостями — розглядається як чинник ризику розвитку раку молочної залози.

## Діагностика
Клінічно, на ранній стадії рак молочної залози проявляється щільним утворенням у молочній залозі або збільшеними пахвинними лімфатичними вузлами при метастазах. Проте при прогресуванні хвороби, швидкий ріст пухлини призводить до значних дефектів молочної залози, що проявляється некрозами, виразками та іншими ознаками розпаду злоякісної пухлини.
Діагноз РМЗ повинен складатись з двох параметрів — стадія хвороби (ступінь розповсюдженості пухлини організмом), з використанням міжнародної системи T (розмір пухлини) N (статус регіонарних лімфатичних вузлів) M (віддалені метастази) G (ступінь диференціації пухлинних клітин), та біологічні характеристики пухлини, що включає рецепторний статус (наявність у пухлинних клітинах рецепторів до естрогену та прогестерону), індекс проліферації ракових пухлин Кі67 та наявність чи відсутність гіперекспресії ERBB2 (Her2/neu).
Для підтвердження діагнозу проводиться мамографія, УЗД молочної залози та за наявності підозрілих утворень тонкоголкова аспіраційна пункційна біопсія з подальшим цитологічним дослідження біоптату. Цей метод не є точним та специфічним, а також не виявляє біологічні характеристики пухлини, що не дозволяє проводити адекватного планування лікування. Набагато точнішим методом є товстоголкова біопсія з гістологічним дослідженням пунктату. Якщо діагноз раку підтверджено, необхідно визначити присутність чи відсутність метастазів. Залежно від розміру первинної пухлини, її агресивності та стану регіонарних лімфовузлів, проводяться такі обстеження:
- Мамографія та рентгенографія органів грудної клітки.
- УЗД органів черевної порожнини.
- Комп'ютерна томографія органів грудної та черевної порожнини та малого тазу (КТ ОГК, ОЧП, ОМТ).
- Остеосцинтіграфія.
- Можливе проведення позитронно-емісійної томографії (ПЕТ-КТ).

## Гістологічна класифікація пухлин молочної залози
До основних гістологічних типів раку молочної залози відносять[джерело?]:
- Внутрішньопротокова карцинома (рак) in situ[17].
- Інвазивна протокова карцинома (рак).
- Лобулярна (долькова) карцинома in situ.
- Інвазивна лобулярна (долькова) карцинома.
- Запальний рак молочної залози.
- Рак соска.

## Молекулярна класифікація пухлин молочної залози
Молекулярна класифікація базується на визначенні наявності або відсутності на поверхні і в середині пухлинних клітин рецепторів до естрогенів (ER, від англ. Estrogen Receptor) і прогестерону (PR, від англ. Progesterone Receptor), рецепторів до епідермального фактора росту HER2/neu (укр. — хертунеу) та деяких інших молекулярних і генетичних маркерів[джерело?].
- Люмінальний А підтип раку молочної залози.
- Люмінальний Б підтип раку молочної залози.
- HER/2 позитивний підтип раку молочної залози.
- Потрійно-негативний підтип раку молочної залози.

## Профілактика
Для запобігання та вчасного виявлення раку молочної залози рекомендують щопівроку проходити профілактичний гінекологічно-мамологічний огляд з обстеженням грудей (після пубертату) та раз на рік проходити мамографію (після 45-го року життя, якщо немає інших показань). Для визначення ризику раку молочної залози можливий також аналіз на мутації в генах BRCA1 і BRCA2.
З 1995 року овочі сімейства капустяні за рекомендаціями Всесвітнього фонду дослідження раку вважаються джерелом біологічно активних речовин, які мають найбільшу антиканцерогенну, антипроліферативну й антимутагенну активність, та включені у перелік найнеобхідніших рослинних груп для правильного життєзабезпечення організму.

## Лікування
- Стадія 1 та 2 — ефективне лікування в більшості випадків та сприятливий прогноз. Хірургічне лікування може бути органозберігаючим, в об'ємі видалення пухлини в межах здорових тканин, що повинна супроводжуватись подальшим курсом променевої терапії[19], або в об'ємі мастектомії з можливою реконструкцією молочної залози. Органозберігаюча хірургія з подальшою променевою терапією дає такий самий онкологічний результат, як і мастектомія[20]. Хіміотерапія, таргетна та/або антигормональна терапія призначаються в залежності від біологічних характеристик пухлини. При хірургічному лікуванні вкрай бажано використовувати принципи онкопластичної та реконструктивної хірургії, що дозволяє уникнути грубих деформацій залози та, навіть, покращити її зовнішній вигляд. Якщо при передопераційному обстеженні не виявлено ураження регіонарних лімфатичних вузлів, необхідно проводити біопсію сигнального регіонарного лімфовузла для визначення ступеня ураження всіх інших регіонарних лімфатичних вузлів і, відповідно, необхідності їх видалення. Оскільки імовірність метастазування в регіонарні лімфовузли в такій ситуації не більше 30 %, а видалення здорових лімфатичних вузлів лише збільшує імовірність ускладнень[21].
- Стадії 3. Характеризується менш сприятливим прогнозом, оскільки має більш високий ризик рецидиву. Лікувальна стратегія при карциномах у цій стадії полягає в проведенні розширеного хірургічного лікування, зокрема мастектомії, хоча органозберігаюча операція в об'ємі видалення пухлини в межах здорових тканин також можлива. Це залежить від співвідношення розміру залози та пухлини. Обов'язковим є проведення хіміотерапії, таргетної та антигормональної терапії в залежності від гормонального статусу пухлини. Променева терапія проводиться після хірургічного втручання, якщо була проведена органозберігаюча операція, якщо пухлина була розміром більше 5 см (навіть після мастектомії) та при наявності ураження регіонарних лімфовузлів[22].
- Стадія 4. Прогноз несприятливий. При цій стадії наявні віддалені метастази. Лікування передбачає хіміотерапію, антигормональну та таргетну терапію. Хірургічне та променеве лікування застосовується лише у випадках ускладнень, що потребують швидкого місцевого ефекту від лікування. Показник 10-річного виживання при цій стадії становить 5 % без проведення лікування, та близько 10 % при проведенні.[23]

### Хірургічне лікування

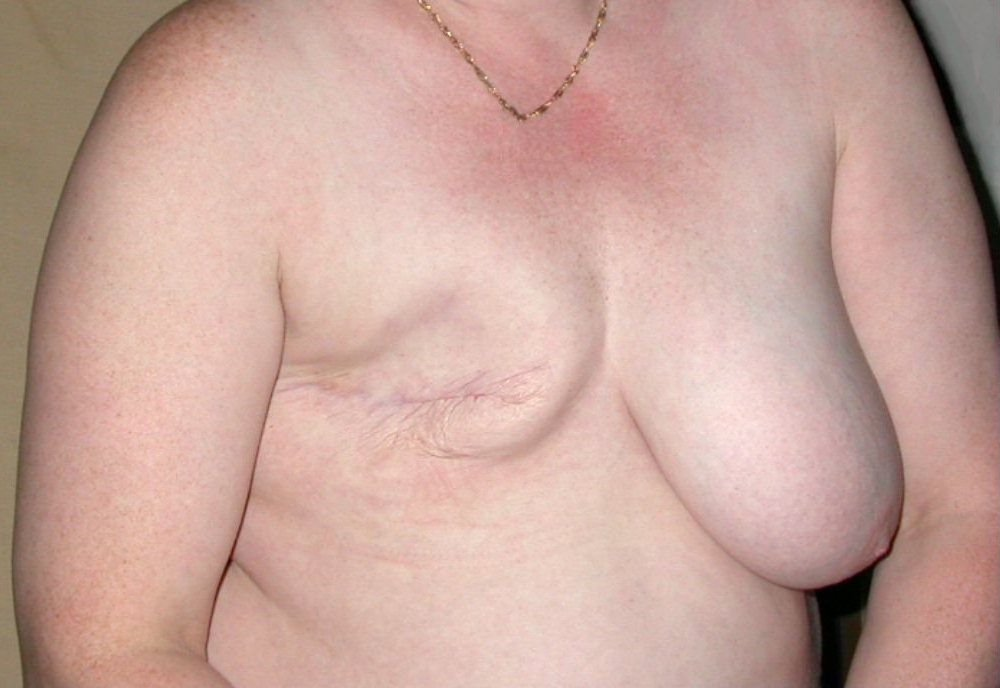
Жінка після мастектомії

Виконується видалення пухлини та прилеглих до неї тканин, а також сигнального регіонарного вузла.
Класифікація операцій:
- Мастектомія: повне видалення паренхіми молочної залози. При цьому можливе збереження шкіри залози і навіть сосково-ареолярного комплексу, що використовується для подальшої реконструкції. Збереження шкіри та цього комплексу можливе при відсутності інфільтрації їх пухлиною, та за умови підтвердження цього при інтраопераційному гістологічному контролі. Реконструкції молочної, як з використанням імплантів, так і власних тканин пацієнтки — не збільшують імовірність рецидиву пухлини. Вони можуть бути одномоментними (проводяться в одну операцію) чи відтермінованими (проводяться після закінчення онкологічного етапу лікування)[24][25].
- Квадрантектомія: видалення одного з 4 квадрантів молочної залози. Метод є застарілим і в сучасній світовій практиці не використовується.
- Секторальна резекція: видалення сектору молочної залози. Метод є застарілим і в сучасній світовій практиці не використовується.
- Лампектомія: видалення пухлини в межах здорових тканин з відступом 0,5-1,0 см. Радикальною вважається операція, коли при остаточному патгістологічному дослідженні в краях резекції пухлину не виявляють[26]. При виконанні лампектомій необхідно враховувати естетичні результати операцій і планувати хірургічні доступи, видалення пухлин та закриття дефекту за принципами онкопластичної хірургії, що дозволяє не тільки покращити естетичні та функціональні результати операції, але і онколгогічні, оскільки зменшується рівень місцевих рецидивів[27].[28][29]
- Біопсія сигнального лімфовузла (БСЛВ): визначення, видалення та дослідження регіонарного лімфовузла, який знаходиться першим на шляху лімфовідтоку від пухлини в регіонарні лімфовузли. Як правило проводиться інтраопераційне дослідження регіонарного сигнального лімфовузла з використанням заморожених зрізів. При виявленні його ураження пухлиною виконують видалення пахвинних (аксилярних) лімфатичних вузлів 1-2 рівнів, оскільки в такому випадку ймовірність їх ураження складає коло 50 %. Біопсія сигнального регіонарного вузла є безпечною процедурою та дозволяє значно зменшити рівень ускладнень, пов'язаних з повною аксилярною лімфаденектомією. Виконується як етап при ламп- чи мастектомії[30].
- Аксилярна лімфаденектомія (АЛД): видалення регіонарних лімфатичних вузлів 1-2 та, інколи, 3-го рівня, за умови підтвердження їхнього ураження. Виконується як етап при ламп- чи мастектомії. Обов'язковим є визначення кількості лімфатичних вузлів та їх стану — (кількість уражених/кількість видалених). Адекватним є видалення не менше 10 лімфатичних вузлів. У 30 % пацієнтів, яким воно проведено, розвивається хронічний лімфостаз оперованої кінцівки. Виконання мастектомії може супроводжуватись одночасною реконструкцією, коли на місце видаленої тканини встановлюються імплантат(и) молочної залози.

### Ад'ювантна терапія
Це вид терапії, який проводиться хворим на рак після операції (до операції ця терапія має назву неоад'ювантна). Наразі в медичному арсеналі є 3 типи засобів для ад'ювантної терапії раку молочної залози: гормональні, хіміопрепарати та моноклональні антитіла.

#### Блокатори естрогенових та прогестеронових рецепторів
- Гормональна терапія

Проводиться блокаторами естрогенів, які виділяє пухлина. Для проведення цього типу терапії необхідно проведення аналізу на наявність естрогенових (ER+) та прогестеронових рецепторів (PR+) на поверхні ракових клітин за допомогою імуногістохімії. Призначається тамоксифен (блокатор рецепторів) або інгібітори ароматази, що блокують власне синтез естрогенів

#### Блокатори HER2
- Моноклональні антитіла

Використовують для лікування пацієнтів у яких позитивна експресія HER2 (HER2+), але ER- та PR-. Моноклональні антитіла показали високу ефективність, що проявляється покращенням показників виживання: 5 років для 1-3 стадії 87 %, загальне виживання 95 %.

### Потрійно-негативний рак
У приблизно 10 % хворих на рак молочної залози діагностуються повністю негативні пухлини (потрійно-негативні). Прогноз у такому випадку вкрай несприятливий, рекомендовано залучення до клінічних випробовувань або хіміотерапія препаратами циклофосфаміду.

### Радіотерапія
Радіотерапія проводиться після хірургічного лікування з метою опромінення ділянки пухлини та знищення ракових клітин, що могли там залишитися. Радіотерпія показала високу ефективність при огранозберігаючих операціях.